# ザ・サマー・セット
ザ・サマー・セット（The Summer Set）は、アメリカ合衆国アリゾナ州スコッツデール出身のパワー・ポップバンドである。
アメリカの大手音楽雑誌オルタナティヴ・プレスにて「100 Bands You Need To Know In 2010」に選ばれた。現在、若い世代を中心に人気を集めている。

## メンバー
- ブライアン・ダレス/Brian Dales - (ヴォーカル)
- ジョン・ゴメス/John Gomez - (ギター)
- ジョシュ・モントゴメリー/Josh Montgomery - (ギター)
- スティーヴン・ゴメス/Stephen Gomez - (ベース)
- ジェシー・ボーウェン/Jess Bowen - (ドラム)

## バイオグラフィー
以前にもバンドを組んでいたゴメス兄弟と幼馴染のジェシーが、2007年にボーカルを探していたところ、ブライアンを見出してから始まる。その後自主制作のEP「Love The Love You Have」を、数か月で7,000枚を売り上げる。
2008年6月にThe Militia GroupからデビューEP「...In Color」をリリース。2008年12月にはアッシャーの「Love in This Club」カバーを含む3rdEP「Meet Me on the Left Coast」を発表。ラジオ局をにぎわせる。
2009年10月、デビュー・アルバム「Love Like This」をRazor & Tieに移籍後リリース。2010年にはBamboozleやワープド・ツアーといったフェスティバルに参加。翌年の2011年3月よりオール・タイム・ロウのツアーに参加し、同年5月には初の海外公演をイギリスで行う。
新作のリリースを控えた6月24日から7月3日までBEYOND[THE]BLUE Tour 2011にて初来日。
そして7月19日に2ndアルバム「Everything's Fine」をリリース。全米ビルボードアルバムチャート初登場65位を記録。
2011年11月、前回の来日からわずか4ヶ月という短さで2度目の来日公演を行った。28日には、「What Money Can't Buy EP」をリリースした。
2012年、Razor & TieからFearless Recordsに移籍。
2013年4月16日、3rdアルバム「Legendary」をリリース。
2016年4月1日、4thアルバム「Stories For Monday」をリリース。
2017年10月18日、無期限の活動休止を発表。

## ディスコグラフィー

### アルバム
| 発売日         | アルバム名         | レーベル         | 全米ビルボードアルバムチャート最高位 |
| -------------- | ------------------ | ---------------- | ------------------------------------ |
| 2009年10月13日 | Love Like This     | Razor&Tie        | 173位                                |
| 2011年7月19日  | Everything's Fine  | Razor&Tie        | 65位                                 |
| 2013年4月16日  | Legendary          | Fearless Records | 53位                                 |
| 2016年4月1日   | Stories For Monday | Fearless Records | 84位                                 |

## 日本公演
| 開催年 | 日付・場所                                                                        |
| ------ | --------------------------------------------------------------------------------- |
| 2011年 | - 6月24日〜7月3日 BEYOND[THE]BLUE Tour 2011 - 11月11日〜11月14日 激ロックFES.vol8 |